# جونجو شيلفي

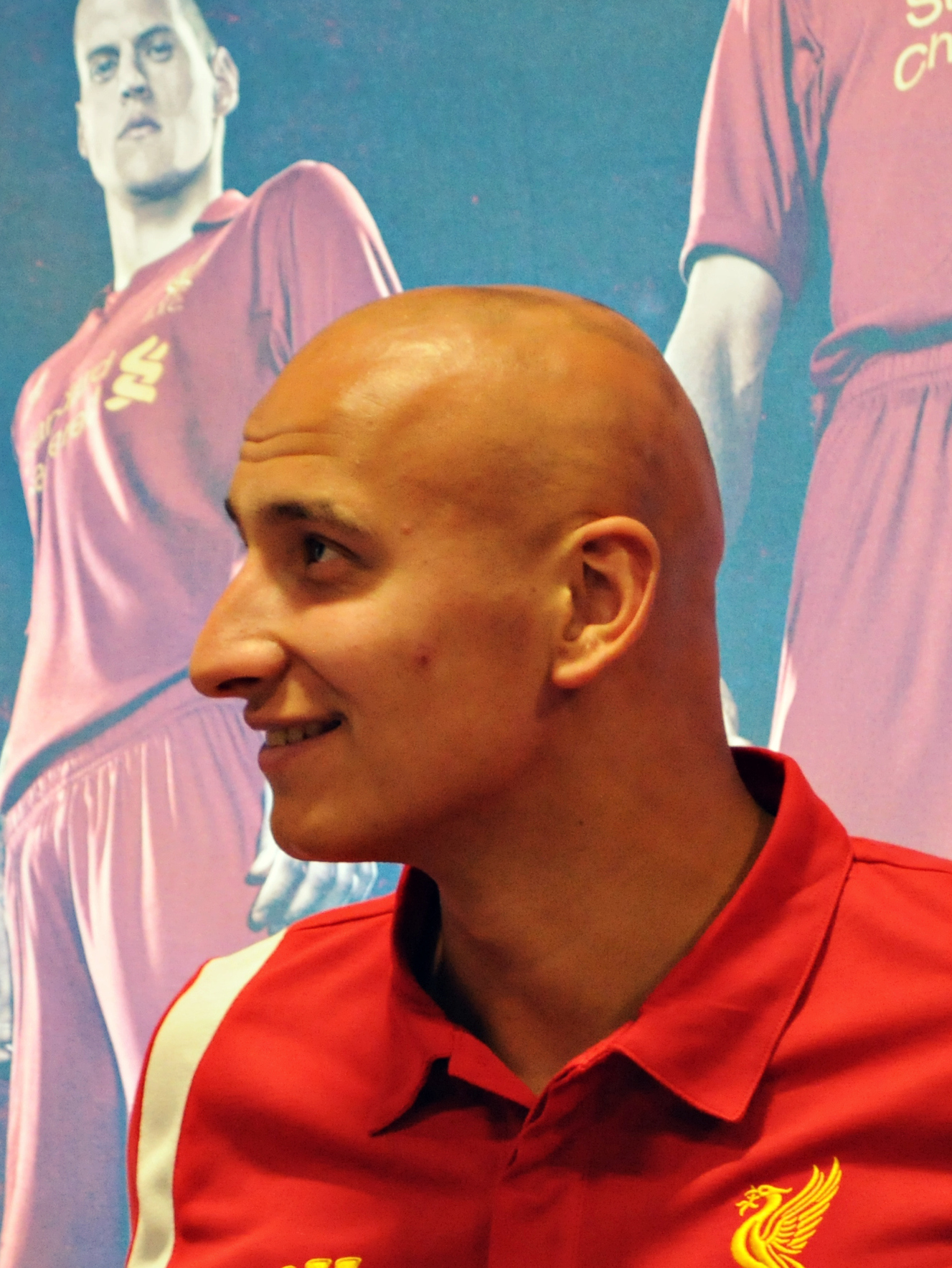

جونجو شيلفي (بالإنجليزية: Jonjo Shelvey)‏ (مواليد 27 فبراير 1992) هو لاعب كرة قدم إنجليزي يلعب لصالح نيوكاسل يونايتد في الدوري الممتاز من عام 2016. يجيد اللعب في خط الوسط. سبق وان مثل ليفربول الإنجليزي وسوانزي سيتي قبل الانتقال إلى نيوكاسل يونايتد في يناير 2016.

## وصلات خارجية
- جونجو شيلفي على موقع الاتحاد الدولي (مؤرشف)  (الإنجليزية)
- جونجو شيلفي على موقع الاتحاد الأوربي (الإنجليزية)
- جونجو شيلفي على موقع قاعدة بيانات كرة القدم.إي يو (الإنجليزية)
- جونجو شيلفي على موقع ليكيب (الفرنسية)
- جونجو شيلفي على موقع ناشيونال فوتبول تيمز (الإنجليزية)
- جونجو شيلفي على موقع Soccerbase.com (لاعب) (الإنجليزية)
- جونجو شيلفي على موقع Soccerway.com (الإنجليزية)
- جونجو شيلفي على موقع عالم كرة القدم.نت (الإنجليزية)
- جونجو شيلفي على موقع كووورة
- جونجو شيلفي على موقع AS.com (الإسبانية)
- صفحة اللاعب